# Шуляк Олександр Владиславович
Олекса́ндр Владисла́вович Шуля́к (нар. 17 грудня 1967, м. Львів) — український уролог, доктор медичних наук, професор кафедри урології Львівського національого медичного університету імені Данила Галицького. Керівник проекту «Ukraine.UroWeb.ru — Український інформаційний портал урологів».

## Біографія
Народився 17 січня 1967 і Львові.
З 1986 до 1988 проходив службу в лавах Радянської армії.
1993 закінчив лікувальний факультет Львівського державного медичного інституту (нині Львівський національний медичний університет імені Данила Галицького).
З 1995 до 1998 працював ординатором відділення урології Клінічної лікарні Львівської залізниці.
З 1999 до 2004 — асистент кафедри урології; з 2004 до 2006 — доцент кафедри урології; з травня 2006 року — професором кафедри урології Львівського національого медичного університету імені Данила Галицького.
У 1998 захистив кандидатську, а в 2004 — докторську дисертацію.

## Наукова діяльність
Напрямки наукових досліджень: питання хірургії пухлин нирок, сечовивідних шляхів, передміхурової залози, чоловічих статевих органів.
Запропонував низку нових методів лікування доброякісної гіперплазії передміхурової залози, пухлин сечового міхура, хворих після алотрансплантації нирки, розробив нові класифікації доброякісної гіперплазії передміхурової залози, травм нирок, пієлонефриту, хронічного простатиту; запропонував відповідні симптомокомплекси; удосконалив методи лікування СКХ, раку нирки, хронічного простатиту.
Автор 250 наукових праць, у тому числі 27 монографій, підручників, навчальних посібників, авторське свідоцтво на винахід.

### Основні праці
- Реабілітація хворих після алотрансплантації нирки на курортах «Трускавець» та «Східниця» (канд.дис.), Львів-1998;
- ДГПЗ: оптимізація лікування з позиції доказової медицини (докт.дис.), Київ-2004;
- Нирки: лабораторні методи дослідження (посібник МОЗ України) Львів, Світ, 2002;
- УРОЛОГІЯ (Підручник МОЗ України) Львів, Світ, 2003;
- Клінічна фізіологія нирок (посібник). Львів, Кварт, 2004;
- Макро- та мікропатологія нирок (Атлас-МОЗ України). Львів, Вид.дом «Наутілус», 2004;
- Трансуретральна резекція в лікуванні доброякісної гіперплазії передміхурової залози (монографія) Львів, Кварт, 2005;
- УРОЛОГІЧНА СИМПТОМАТИКА (посібник) Львів, Кварт, 2005;
- Урология (Учебник), Львів, Кварт, 2009;
- Сучасні методи діагностики та лікування ДГПЗ (монографія), Львів,Кварт, 2010.
- «Спосіб прогнозування перебігу клінічно місцево-розповсюдженого раку передміхурової залози», 2017, співавтори Вікарчук Марк Володимирович, Данилець Ростислав Олегович, Григоренко В'ячеслав Миколайович.

## Нагороди
- Лауреат наукової премії імені Т. Лоренца (1997)
- Лауреат щорічної премії Польської асоціації урологів (2006)
- Експерт року−2006 у сфері охорони здоров'я
- Лауреат наукової премії АМН України (2006).